# Vidyo
Vidyo, Inc. — частная компания, спонсируемая венчурными компаниями, представляющая как программное обеспечение, так и готовые продукты для решений видеосвязи. Компания Vidyo первой использовала расширение стандарта H.264 для сжатия видео SVC (Scalable Video Coding) в решениях видеоконференцсвязи для получения HD-качества, что обеспечивало низкую задержку при передаче изображения, устойчивость к ошибкам и создание многоточечных сетей. программные терминалы видеоподключений (ПК) и системы конференц-залов по IP-сетям общего назначения.

## История
Компания Vidyo была основана Офером Шапиро (англ. Ofer Shapiro), который стал ее основателем и главным исполнительным директором. Шапиро проработал восемь лет в Radvision, где отвечал за разработку первой технологии видеосвязи и программного обеспечения для контроля доступа. В начале 2004 года он покинул Radvision и начал думать о том, как можно улучшить технологию видеоконференций. Потеря пакетов и задержки, сопровождавшие соединения через общедоступные IP-сети, создавали серьезные проблемы для существующих в то время систем. Дорогие выделенные сети и дорогие многоточечные блоки управления (MCU) увеличивали задержку из-за перекодирования и вынуждали все конечные точки работать с единым потоком одинакового качества. Шапиро понял, что ему необходимо воспользоваться новой технологией сжатия видео H.264, с помощью которой системы видеоконференцсвязи изменятся и сформируют новую структуру. Усилия Шапиро привели к построению новой сети. Решение было основано на масштабируемом видеокодировании (SVC), которое обеспечивало устойчивость к ошибкам, которой не хватало в монолитных системах кодирования, широко распространенных в отрасли. Реализация SVC в некоторых компонентах системы дала небольшое преимущество.   Чтобы получить полную выгоду от SVC, необходимо было перепроектировать как конечную точку (клиент), так и MCU (сервер), что было дорогостоящей и трудоемкой задачей для нынешних поставщиков услуг видеоконференцсвязи. Отказавшись от устаревшей линейки продуктов, Шапиро взял свои идеи и создал новую архитектуру, в которой MCU был заменен недорогим маршрутизатором, а все кодирование и декодирование выполнялось на конечных точках.
В конце 2004 года, Шапиро со своим концептом и архитектурой обратился к инвесторам и начал сбор финансов для создания организации и её развития. Во время этого процесса, в начале 2005 года он повстречался с Авери Мора. Совместно с советами и поддержкой Мора, Шапиро представил свои планы фирмам венчурного капитала Sevin Rosen Funds и ведущим венчурным предпринимателям. Layered Media (оригинальное название Vidyo) обеспечила себе начальное финансирование в апреле 2005 года, во главе с Джоном Бейлесом от компании Sevin Rosen Funds. Шапиро в скором порядке стал собирать команду из ведущих специалистов по передаче видео, сжатию и проведению конференций. К октябрю 2005-го организация добилась первого значительного финансирования от венчурных партнеров. Работая в закрытом режиме в начале 2007 года, команда Шапиро создала решение Видеоконференции с поддержкой разрешения высокой четкости видео(HD). Оно эффективно решало проблемы с задержками, которыми обладали традиционные системы, и позволило каждой конечной точке посылать и получать тот уровень качества, который они поддерживали независимо от других конечных точек, к которым они были подключены.
В начале 2007 года Layered Media лицензировала технологию своим первым клиентам. В июне 2007-го Layered Media получила финансирование уровня B, совместно с присоединением Rho Ventures. Вскоре компания Layered Media сменила своё название на Vidyo, Inc.
К началу 2008 года, компания вышла из закрытого режима с готовым продуктом для корпоративного рынка и системой лицензирования, что снизило ценовой барьер для организаций, которые искали решение для внедрения видеоконференцсвязи. В первом квартале 2009 года, Vidyo запустила новый виток финансирования, которое возглавил Menlo Ventures присоединившись к Rho Ventures, Sevin Rosen Funds, and Ведущим венчурным инвесторами.
В начале апреля 2010 года, компания получила ещё 25 миллионов долл. США от нового финансового вливания, в результате чего общая сумма привлеченного капитала компании поднялась до отметки в 63 млн долл. США с момента своего основания в 2005 году. Все существующие инвесторы, Menlo Ventures, Rho Ventures, Sevin Rosen Funds и ведущие венчурные инвесторы, объединились, под предводительством Four Rivers Group. В Мае 2010 года Vidyo выпустила средства программирования для разработчиков (Software development kit — SDK), что позволило разработчикам создавать многоточечные видеоконференции на смартфонах систем Android и Moblin, также на планшетниках работающих на процессоре Intel Atom Z6x (ранее Moorestown) и на платформах с процессором ARM. В июне 2010 года на предприятии Infocomm в Лас-Вегасе, Vidyo продемонстрировала первую систему видеоконференции, которая достигала качества 1440p (декодирование), с разрешением 2560 x 1440p в многоточечной конференции по IP-сетям общего назначения.
Несколькими днями позже компания анонсировала партнерство с компанией HP, чтобы расширить возможности HP Halo, который стал поддерживать конференции между переговорной комнатой и конечными точками с Программным Обеспечением (ПО), в корпоративных сетях.

## Продукты
Все продукты видеоконференции были разработаны с целью использования существующей инфраструктуры IP организации, без требования выделенных сетей.

### VidyoRouter
VidyoRouter — прибор, который выполняет функцию пакетной коммутации. (Распределяющее устройство)

### VidyoPortal
The VidyoPortal — основанное на веб-среде устройство для доступа и управления системой видеоконференции и аккаунтов из любой точки доступа в сеть Интернет.

### VidyoDesktop
VidyoDesktop — программное обеспечение для конечной точки, управляемое через VidyoPortal и способное поддерживать видео HD качества.

### VidyoRoom
HD-200 конечное устройство для переговорной комнаты с Full HD качеством. HD-100 конечное устройство для переговорной комнаты с HD качеством. Оба устройства управляются VidyoPortal’ом и работают с конечными точками, использующими VidyoDesktop.

### VidyoGateway
VidyoGateway — устройство используется для подключения к устаревшим системам видеоконференций.